# SK Beveren (4068)
El SK Beveren es un club de fútbol belga de la ciudad de Beveren en la provincia de Flandes Oriental, que actualmente juega en la Segunda División de Bélgica. Está afiliado a la Real Asociación Belga con la matrícula nº 4068 y sus colores son el amarillo y azul.

## Historia
El club fue fundado en 1936 como Estrella Roja en Haasdonk cerca de Beveren e inscrito inicialmente en la Vlaamsche Voetbal Bond (asociación de fútbol amateur flamenca que rivalizaba con la RABF). En 1944 se unen a la Real Federación Belga de Fútbol como FC Red Star Haasdonk y reciben el n.º de matrícula 4068, comenzando a jugar en la categoría más baja de fútbol en la liga provincial de Flandes Occidental. Durante las próximas décadas, el club jugaría regularmente en divisiones provinciales, hasta la serie más baja (Cuarta Provincial). En su 25 aniversario en 1961, el club pudo competir en la máxima serie provincial.
Estrella Roja retrocedió hasta el Tercer Provincial. En 1969/70 consiguieron el ascenso a Primera Provincial, pero un año después volvieron a descender a la Segunda Provincial. Después de algunas temporadas, incluso bajaron a Cuarta Provincial. En las fusiones municipales de 1976, la parte de Haasdonk donde el club tenía su base de operaciones se adjuntó a la ciudad de Sint-Niklaas. En la temporada 1979/80, el equipo ganó el título en IV Provincial, poco a poco comenzó a avanzar de nuevo. En la campaña 1994/95 el Estrella Roja se proclamó campeón de la Segunda Provincial. Después de una buena primera temporada, tuvo que luchar para evitar el descenso durante varias temporadas.
En 2000, Estrella Roja finalmente se llevó el título de Primera Provincial y ascendió a las divisiones nacionales por primera vez en su historia. Esa campaña también significó un éxito para un club provincial en la Copa de Bélgica, llegando hasta la quinta ronda. En su primera temporada en la Cuarta División nacional, el equipo ganó su grupo, ascendiendo a Tercera División después de un año. Llegó hasta la ronda de treintaidosavos en la Copa de Bélgica 2000-01, perdiendo con el club de Primera División KAA Gent.
El propio estadio Robert Waterschoot, sin embargo, ya no cumplía con los estándares de Tercera División y se volvió demasiado pequeño, el club se trasladó en 2002 a petición del ayuntamiento de Sint-Niklaas al Puyenbekestadion, el antiguo estadio donde hasta el 2000 había jugado el desaparecido equipo Sint-Niklase SK. Con este movimiento, el nombre del club se cambió a KV Red Star Waasland. El antiguo estadio se utilizó hasta 2009 para la selección nacional juvenil y sub-23.
En 2004 el equipo quedó campeón en Tercera División y ascendió a Segunda División por primera vez. La primera temporada en Segunda, el equipo jugó la ronda final de ascenso, pero no tuvo éxito. En 2005, la mascota del club "Dolf De Wolf" y la canción del club hicieron su aparición. En 2006, el atacante Kristof Arijs se convirtió en el máximo goleador de Segunda División con 19 goles. En la Copa de Bélgica llegaron a los 1/16 de final, donde el rival regional KSK Beveren demostró ser mejor por 0-1. En la temporada 2007/08, Waasland alcanzó los octavos de final de la Copa de Bélgica, cayendo contra el RSC Anderlecht por 2-0 en Astridpark.
En 2008/09, Red Star terminó cuarto y se le permitió participar en la primera fase de la ronda final. Sin embargo, Lierse SK resultó ser demasiado fuerte. Ese mismo año, Hervé Ndjana Onana se convirtió en el máximo goleador con 26 goles.
Mientras tanto, la demanda en Haasdonk creció para volver a tener un club en el pueblo. Por lo tanto, un grupo de voluntarios fundó un club completamente nuevo en el pueblo, Revival Red Star Haasdonk. El club se unió a la Asociación Belga de Fútbol, donde se le asignó el número de base 9524, y comenzó en 2009/10 en Cuarta provincial, el nivel más bajo.
En la primavera de 2010, el club vecino KSK Beveren experimentó problemas económicos y deportivos, lo que derivó en un descenso a Tercera porque no pudo obtener la licencia profesional. El 20 de mayo de 2010, Beveren y Waasland anunciaron una fusión no oficial en el ayuntamiento de Beveren. Una fusión oficial y legal no era una opción porque entonces las deudas de KSK Beveren serían transferidas al nuevo club. El primer equipo de KSK Beveren desapareció, Red Star Waasland pasó a llamarse KV RS Waasland-SK Beveren y jugaría en el estadio de Beveren, el Freethiel. Los colores del club serían una combinación de los colores rojo-amarillo de Waasland y los colores amarillo-azul de Beveren. KSK Beveren mantendría su propia matrícula y equipos juveniles durante otra temporada.
En la temporada 2010/11, Waasland-Beveren comenzó con fuerza en Segunda División, ganó el título de la primera vuelta y finalmente terminó la competición en cuarto lugar. En la ronda final con Lommel United, RAEC Mons y KAS Eupen; terminaron en un primer lugar compartido con RAEC Mons. Un partido final tenía que determinar el ganador de la ronda final. Waasland-Beveren perdió y no ascendió. Un año después (temporada 2011/12), el club asciende por primera vez a Primera División, tras un segundo puesto en la temporada regular y una victoria en la ronda final.
La primera temporada en Primera División fue complicada. El 1 de septiembre de 2012, Waasland-Beveren consiguió su primera victoria por 2-0 ante el Cercle Brugge. En noviembre, el entrenador Dirk Geeraerd fue reemplazado por Glen De Boeck. Tras una apasionante batalla por eludir el descenso, Waasland-Beveren consiguió mantenerse en Primera División. El club también luchó contra el descenso en la segunda y tercera temporada. En la temporada 2013/14, Glen De Boeck fue reemplazado por Bob Peeters, quien solo pudo asegurar la salvación la última jornada después de un empate 1-1 contra Standard de Lieja.
En abril de 2014, Melchior Roosens fue reemplazado como presidente por Jozef Van Remoortel. A su vez, fue sucedido en enero de 2016 por Dirk Huyck.
En la temporada 2019-20 quedó colista después de 29 jornadas. La competición se detuvo debido al brote de COVID-19. El 15 de mayo de 2020, se decidió en la Asamblea General de la Pro League (con más del ochenta por ciento de los votos) que la competición se suspendería definitivamente y que la tabla actual sería la clasificación final. Esto descendería a Waasland-Beveren a Segunda División, aunque impugnó la decisión en la corte, ya que matemáticamente todavía tenía la oportunidad de alcanzar al KV Oostende. El 31 de julio de 2020, tras muchos procedimientos legales, finalmente se decidió que la competición 2020-21 tendría 18 equipos. Como resultado, Waasland-Beveren permaneció en la Jupiler Pro League y los campeones de las 2 vueltas de Segunda División, Beerschot Football Club Antwerp y OH Leuven, fueron ascendidos a Primera División.
La temporada 2020-21 siguió con la misma mala tendencia del año anterior y el club se salvó del descenso directo en la última jornada al ganar a domicilio al OH Leuven por 1-2 y perder el Excel Mouscron en Club Brujas por 4-2. Tuvo que jugar el play-off de permanencia contra el RFC Seraing, empatando 1-1 en la ida en Seraing pero en la vuelta fueron aplastados por 2-5, lo que significó el descenso a Segunda tras nueve temporadas en la máxima categoría.
A partir del 1 de julio de 2022, el nombre del club pasó a ser S.K. Beveren.
En la temporada 2024/25 juega el play-off de ascenso a Primera, quedando eliminado por Patro Eisden por un global de 5-3.

## Temporada a temporada
| Temporada                                                                                        | Nivel | Nivel | Nivel | Nivel | Nivel | Nivel | Nivel | Nivel | Nivel | Denominación                                          | Puntos                                                | Observaciones | Copa                                                  |
|                                                                                                  | I     | I     | II    | III   | IV    | P.1   | P.2   | P.3   | P.4   |                                                       |                                                       | |                                                       |
| ------------------------------------------------------------------------------------------------ | ----- | ----- | ----- | ----- | ----- | ----- | ----- | ----- | ----- | ----------------------------------------------------- | ----------------------------------------------------- | --- | ----------------------------------------------------- |
| como KFC Red Star Haasdonk (Koninklijke Football Club Red Star Haasdonk)                         |       |       |       |       |       |       |       |       |       |                                                       |                                                       | |                                                       |
| 1996/97                                                                                          |       |       |       |       |       | 8     |       |       |       | Primera Prov. O-Vl                                    | 44                                                    | |                                                       |
| 1997/98                                                                                          |       |       |       |       |       | 8     |       |       |       | Primera Prov. O-Vl                                    | 40                                                    | |                                                       |
| 1997/98                                                                                          |       |       |       |       |       | 11    |       |       |       | Primera Prov. O-Vl                                    | 35                                                    | |                                                       |
| 1998/99                                                                                          |       |       |       |       |       | 12    |       |       |       | Primera Prov. O-Vl                                    | 37                                                    | |                                                       |
| 1999/00                                                                                          |       |       |       |       |       | 1     |       |       |       | Primera Prov. O-Vl                                    | 67                                                    | |                                                       |
| 2000/01                                                                                          |       |       |       |       | 1     |       |       |       |       | Cuarta A                                              | 58                                                    | |                                                       |
| 2001/02                                                                                          |       |       |       | 6     |       |       |       |       |       | Tercera A                                             | 46                                                    | |                                                       |
| como KV Red Star Waasland (Koninklijke Voetbalclub Red Star Waasland)                            |       |       |       |       |       |       |       |       |       |                                                       |                                                       | |                                                       |
| 2002/03                                                                                          |       |       |       | 8     |       |       |       |       |       | Tercera A                                             | 37                                                    | |                                                       |
| 2003/04                                                                                          |       |       |       | 1     |       |       |       |       |       | Tercera A                                             | 64                                                    | |                                                       |
| 2004/05                                                                                          |       |       | 5     |       |       |       |       |       |       | Segunda                                               | 50                                                    | tercero en ronda final con 2 puntos | 1/8                                                   |
| 2005/06                                                                                          |       |       | 4     |       |       |       |       |       |       | Segunda                                               | 53                                                    | | 1/4                                                   |
| 2006/07                                                                                          |       |       | 14    |       |       |       |       |       |       | Segunda                                               | 39                                                    | | 1/16                                                  |
| 2007/08                                                                                          |       |       | 14    |       |       |       |       |       |       | Segunda                                               | 43                                                    | | v                                                     |
| 2008/09                                                                                          |       |       | 4     |       |       |       |       |       |       | Segunda                                               | 55                                                    | derrota en partidos de clasificación para la participación en la ronda final contra K. Lierse SK | 1/16                                                  |
| 2009/10                                                                                          |       |       | 6     |       |       |       |       |       |       | Segunda                                               | 52                                                    | | 1/16                                                  |
| como KVRS Waasland - SK Beveren (Koninklijke Voetbalclub Red Star Waasland - Sportkring Beveren) |       |       |       |       |       |       |       |       |       |                                                       |                                                       | |                                                       |
| 2010/11                                                                                          |       |       | 4     |       |       |       |       |       |       | Segunda                                               | 56                                                    | compartió la victoria en la ronda final con RAEC Mons, pero perdió en un partido de prueba mutuo | 1/8                                                   |
| 2011/12                                                                                          |       |       | 2     |       |       |       |       |       |       | Segunda                                               | 68                                                    | ascenso al ganar en ronda final con KVC Westerlo, KAS Eupen y KV Oostende | 1/16                                                  |
| 2012/13                                                                                          | 13    | 13    |       |       |       |       |       |       |       | Primera                                               | 30                                                    | | 1/8                                                   |
| 2013/14                                                                                          | 14    | 14    |       |       |       |       |       |       |       | Primera                                               | 31                                                    | | 1/8                                                   |
| 2014/15                                                                                          | 14    | 14    |       |       |       |       |       |       |       | Primera                                               | 26                                                    | | 1/16                                                  |
| 2015/16                                                                                          | 12    | 12    |       |       |       |       |       |       |       | Primera                                               | 33                                                    | | 1/8                                                   |
|                                                                                                  | 1A    | 1B    | 1Am   | 2Am   | 3Am   | P.1   | P.2   | P.3   | P.4   | desde 2016-17 hay 3 niveles nacionales y 2 regionales | desde 2016-17 hay 3 niveles nacionales y 2 regionales | desde 2016-17 hay 3 niveles nacionales y 2 regionales | desde 2016-17 hay 3 niveles nacionales y 2 regionales |
| 2016/17                                                                                          | 14    |       |       |       |       |       |       |       |       | Primera                                               | 30                                                    | | 1/8                                                   |
| 2017/18                                                                                          | 12    |       |       |       |       |       |       |       |       | Primera                                               | 35                                                    | | 1/4                                                   |
| 2018/19                                                                                          | 15    |       |       |       |       |       |       |       |       | Primera                                               | 27                                                    | | 1/16                                                  |
| 2019/20                                                                                          | 16    |       |       |       |       |       |       |       |       | Primera                                               | 20                                                    | Tras 29 jornadas, el Waasland-Beveren era último y la permanencia aún era posible si se ganaba el último partido en casa, pero la competición se paró por el brote de COVID-19. La Pro League no puso en el calendario la jornada final en un momento posterior y quería que Waasland descendiera tras una competición inconclusa, pero el BAS y el Enterprise Court fallaron a favor del Waasland-Beveren, por lo que ningún club descendió en 2020. En consecuencia, se permitió la salida de 2 equipos, el 1B (que normalmente competiría por el ascenso en el desempate) aumenta automáticamente, por lo que la temporada 2020-2021 no se inició con 16 sino con 18 equipos. | 1/16                                                  |
| 2020/21                                                                                          | 17    |       |       |       |       |       |       |       |       | Primera                                               | 31                                                    | En play-off contra el RFC Seraing, empató 1-1, pero perdió 2-5 en casa | 1/16                                                  |
| 2021/22                                                                                          |       | 3     |       |       |       |       |       |       |       | Segunda                                               | 41                                                    | | v                                                     |
| como SK Beveren (Sportkring Beveren)                                                             |       |       |       |       |       |       |       |       |       |                                                       |                                                       | |                                                       |
| 2022/23                                                                                          |       | 2     |       |       |       |       |       |       |       | Segunda                                               | 68                                                    | |                                                       |
| 2023/24                                                                                          |       | 8     |       |       |       |       |       |       |       | Segunda                                               | 45                                                    | |                                                       |
| 2024/25                                                                                          |       | 4     |       |       |       |       |       |       |       | Segunda                                               | 51                                                    | |                                                       |